# The Avenger
The Avenger is het tweede album van Amon Amarth, uitgebracht in 1999 door Metal Blade.

## Track listing
1. Bleed for Ancient Gods - 4:31
2. The Last with Pagan Blood - 5:39
3. North Sea Storm - 4:55
4. Avenger - 7:11
5. God, His Son and Holy Whore - 4:01
6. Metalwrath - 3:49
7. Legend of a Banished Man - 6:04